# Fagraea calcarea
Fagraea calcarea är en gentianaväxtart som beskrevs av M. R. Henderson. Fagraea calcarea ingår i släktet Fagraea och familjen gentianaväxter. Inga underarter finns listade i Catalogue of Life.